# Trofeo Laigueglia 2024
La 61.ª edición de la clásica ciclista Trofeo Laigueglia fue una carrera en Italia que se celebró el 28 de febrero de 2024 sobre un recorrido de 202 kilómetros con inicio y final en la ciudad de Laigueglia.
La carrera formó parte del UCI ProSeries 2024, calendario ciclístico mundial de segunda división, dentro de la categoría UCI 1.Pro y fue ganada por el francés Lenny Martinez del Groupama-FDJ. Completaron el podio, como segundo y tercer clasificado respectivamente, el italiano Andrea Vendrame, del Decathlon AG2R La Mondiale, y el español Juan Ayuso del UAE Emirates.

## Equipos participantes
Tomaron parte en la carrera 25 equipos: 9 de categoría UCI WorldTeam, 8 de categoría UCI ProTeam y 8 de categoría Continental. Formaron así un pelotón de 172 ciclistas de los que acabaron 98. Los equipos participantes fueron:
| WorldTeams (9)- Arkéa-B&B Hotels - Astana Qazaqstan Team - Cofidis - Decathlon-AG2R La Mondiale - EF Education-EasyPost - Groupama-FDJ - Intermarché-Wanty - Team Jayco AlUla - UAE Team Emirates ProTeams (8)- Bingoal WB - Caja Rural-Seguros RGA - Euskaltel-Euskadi - Lotto Dstny - Corratec-Vini Fantini - Polti Kometa - Tudor Pro Cycling Team - VF Group-Bardiani CSF-Faizané Equipos continentales (8)- Biesse-Carrera - General Store-Essegibi-F.Lli Curia - JCL Team Ukyo - MG.K Vis Colors For Peace - Petrolike - MBH Bank Colpack Ballan - Team Technipes #inEmiliaRomagna - Work Service-Vitalcare-Dynatek |
| |

## Clasificación final
- La clasificación finalizó de la siguiente forma:[3]

| \| Clasificación general \| Clasificación general \| Clasificación general \| Clasificación general \| Clasificación general \| \| Ciclista \| Ciclista \| Equipo \| Tiempo \| \| \| --------------------- \| --------------------- \| -------------------------- \| --------------------- \| --------------------- \| \| 1.º \| Lenny Martinez \| Groupama-FDJ \| 5 h 11 min 10 s \| \| \| 2.º \| Andrea Vendrame \| Decathlon-AG2R La Mondiale \| + 29 s \| \| \| 3.º \| Juan Ayuso \| UAE Team Emirates \| + 29 s \| \| \| 4.º \| Christian Scaroni \| Astana Qazaqstan Team \| + 29 s \| \| \| 5.º \| Jan Christen \| UAE Team Emirates \| + 29 s \| \| \| 6.º \| Darren Rafferty \| EF Education-EasyPost \| + 31 s \| \| \| 7.º \| Louis Barré \| Arkéa-B&B Hotels \| + 53 s \| \| \| 8.º \| Simone Velasco \| Astana Qazaqstan Team \| + 57 s \| \| \| 9.º \| Paul Lapeira \| Decathlon-AG2R La Mondiale \| + 57 s \| \| \| 10.º \| Lorenzo Rota \| Intermarché-Wanty \| + 57 s \| \| |                   |                            |                 |
| |                   |                            |                 |
| Fuente: ProCyclingStats |                   |                            |                 |
| Clasificación general |                   |                            |                 |
| Ciclista | Ciclista          | Equipo                     | Tiempo          |
| 1.º | Lenny Martinez    | Groupama-FDJ               | 5 h 11 min 10 s |
| 2.º | Andrea Vendrame   | Decathlon-AG2R La Mondiale | + 29 s          |
| 3.º | Juan Ayuso        | UAE Team Emirates          | + 29 s          |
| 4.º | Christian Scaroni | Astana Qazaqstan Team      | + 29 s          |
| 5.º | Jan Christen      | UAE Team Emirates          | + 29 s          |
| 6.º | Darren Rafferty   | EF Education-EasyPost      | + 31 s          |
| 7.º | Louis Barré       | Arkéa-B&B Hotels           | + 53 s          |
| 8.º | Simone Velasco    | Astana Qazaqstan Team      | + 57 s          |
| 9.º | Paul Lapeira      | Decathlon-AG2R La Mondiale | + 57 s          |
| 10.º | Lorenzo Rota      | Intermarché-Wanty          | + 57 s          |

## Ciclistas participantes y posiciones finales
Convenciones:
- AB-N: Abandono en la etapa "N"
- FLT-N: Retiro por llegada fuera del límite de tiempo en la etapa "N"
- NTS-N: No tomó la salida para la etapa "N"
- DES-N: Descalificado o expulsado en la etapa "N"

## UCI World Ranking
El Trofeo Laigueglia otorgó puntos para el UCI World Ranking para corredores de los equipos en las categorías UCI WorldTeam, UCI ProTeam y Continental. Las siguientes tablas son el baremo de puntuación y los diez corredores que obtuvieron más puntos:
| Posición              | 1.º | 2.º | 3.º | 4.º | 5.º | 6.º | 7.º | 8.º | 9.º | 10.º | 11.º | 12.º | 13.º | 14.º | 15.º | 16.º-30.º | 31.º-40.º |
| Clasificación general | 200 | 150 | 125 | 100 | 85  | 70  | 60  | 50  | 40  | 35   | 30   | 25   | 20   | 15   | 10   | 5         | 3         |

| Clasificación |                   |                            |         |
| Posición      | Ciclista          | Equipo                     | General |
| ------------- | ----------------- | -------------------------- | ------- |
| 1.º           | Lenny Martinez    | Groupama-FDJ               | 200     |
| 2.º           | Andrea Vendrame   | Decathlon AG2R La Mondiale | 150     |
| 3.º           | Juan Ayuso        | UAE Emirates               | 125     |
| 4.º           | Christian Scaroni | Astana Qazaqstan           | 100     |
| 5.º           | Jan Christen      | UAE Emirates               | 85      |
| 6.º           | Darren Rafferty   | EF Education-EasyPost      | 70      |
| 7.º           | Louis Barré       | Arkéa-B&B Hotels           | 60      |
| 8.º           | Simone Velasco    | Astana Qazaqstan           | 50      |
| 9.º           | Paul Lapeira      | Decathlon AG2R La Mondiale | 40      |
| 10.º          | Lorenzo Rota      | Intermarché-Wanty          | 35      |